# Fortschrittspartei (Württemberg)
Die Fortschrittspartei war eine liberale Partei im Königreich Württemberg.

## Geschichte
Die Fortschrittspartei entstand 1856 als Dachverband und Fraktionsgemeinschaft der Liberaldemokraten und der Konstitutionellen Volkspartei. 1864 spalteten unterschiedliche Auffassungen zur Deutschen Frage die Partei.

## Positionen
Gemeinsames Ziel der Fortschrittspartei war die Reform der württembergischen Verfassung. Die Liberaldemokraten unterstützten dabei die konstitutionelle Monarchie und setzten auf die Kooperation mit König Wilhelm I. In der Deutschen Frage strebten sie die Einheit unter preußischer Führung an. Die Volkspartei hingegen forderte eine demokratische Republik mit voller Volkssouveränität und eine süddeutsche Lösung ohne Preußen.

## Nachfolger
Als Nachfolger der Fortschrittspartei gelten die nach der Spaltung entstehenden rechtsliberale Deutsche Partei und die linksliberale Demokratische Volkspartei.